# Félix Lecoy
Félix Lecoy (Tunis, 23 de desembre de 1903 - París, 23 de novembre de 1997) fou un romanista francès.

## Vida i obra
Lecoy va estudiar a l'École Normale Supérieure (1923–1926) i obtingué una agregació (plaça de professor de secundària) de "gramàtica". Fou professor d'institut a Tunis (1927) i Algèria (1933). El 1938 obtingué el grau de doctor amb les tesis Recherches sur le Libro de buen amor de Juan Ruiz (París 1938, 1974, 1998) i l'edició de La "Bible" au seigneur de Berzé (tesi secundària, París 1938).
Des de 1938 fou professor a la Universitat de Dijon. Després de participar en la guerra mundial, tornà a la universitat de Dijon de 1944 a 1947. El 1947 fou nomenat al Collège de France, amb la càtedra de Llengua i Literatura francesa de l'Edat Mitjana, succeint Mario Roques, que havia estat professor seu. Fou nomenat també professor de Filologia Romànica a l'École pratique des hautes études. Des de 1961 fou editor de la revista Romania, com a successor també de Mario Roques.
El 1966 fou nomenat membre de l'Académie des inscriptions et belles-lettres. Rebé les distincions d'Officier de la Légion d'honneur i d'Officier dans l'Ordre des palmes académiques.

## Obra
Lecoy edità nombrosos textos en francès antic per diverses col·leccions de prestigi (Société des Anciens Textes Français, de la qual també fou director des de 1961; Classiques Français du Moyen Âge). Entre ells, algunes branques del Roman de Renard, obres de Chrétien de Troyes, El Roman de la Rose, etc. Publicà també notes etimològiques i altres assajos breus en forma d'article.
- Recherches sur le "Libro de Buen Amor", de Juan Ruiz, archiprêtre de Hita, París: E. Droz, 1938 (reedició 1974 i reprints)
- (ed.) La "Bible" au Seigneur de Berzé, édition critique d'après tous les manuscrits connus, París, Droz, 1938
- (ed.) Le chevalier au barisel. Conte pieux du XIIIe siècle édité d'après tous les manuscrits connus, París 1955, 1967, 1973, 1985 (Classiques français du Moyen-Âge; 82)
- (ed.) Jean Renart, Le roman de la Rose ou de Guillaume de Dole, París 1962, 2008 (Classiques Français du Moyen Age; 91)
- (ed.) Guillaume de Lorris i Jean de Meun. Le Roman de la Rose, París: H. Champion, Tome I (1965), Tome II (1966), Tome III (1970) (Classiques Français du Moyen Age; 92, 95 i 98)
- (ed.) Les Romans de Chrétien de Troyes, édités d'après la copie de Guiot (Bibl. nat., fr 794). Le Conte du Graal (Perceval), 2 volums, París 1973 (reed. 1978, 1979, 1981, 1984, 1990, 1998) i 1975 (reed. 1981, 1984, 1998)
- (ed.) Jean Renart, Le Lai de l'ombre, París: H. Champion 1979, 1983 (Classiques français du Moyen âge; 104)
- Critique et philologie, in: Le Moyen français 12, 1984 [recull de textos]
- (ed.) La Vie des Pères, 3 volums, París: Société des anciens textes français 1987, 1993, 1999 [el tercer volum publicat pòstumament]
- Mélanges de philologie et de littérature romanes. París: Droz, 1988 [recull de textos]
- (ed.) Le Roman de Tristan par Thomas, París: H. Champion 1991, 2003 (Classiques Français du Moyen Age; 113)
- (ed.) Les deux poèmes de la "Folie Tristan", París: H. Champion 1994 (Classiques Français du Moyen Age, 116)
- (ed.) Le roman de Renart. Branche XX et dernière, Renart empereur. D'après la copie de Cangé, París: H. Champion, 1999 (Classiques Français du Moyen Age, 132) [publicació pòstuma]